# Anastasia Dețiuc
Anastasia Dețiuc (Moldavia, 14 dicembre 1998) è una tennista moldava naturalizzata ceca.

## Carriera
Anastasia Dețiuc ha vinto 3 titoli in singolare e 19 titoli nel doppio nel circuito ITF in carriera. Il 3 febbraio 2020 ha raggiunto il best ranking mondiale nel singolare, nr 352; il 25 settembre 2023 ha raggiunto il miglior piazzamento mondiale nel doppio, nr 72.
In occasione della partecipazione allo US Open 2015 nella categoria ragazze, è stata la prima tennista moldava a prendere parte a un tabellone principale dello US Open.
Il 26 febbraio 2018, ha deciso di cambiare nazionalità e rappresentare la Repubblica Ceca.

## Statistiche WTA

### Doppio

#### Vittorie (1)
| Legenda              |
| -------------------- |
| Grande Slam (0)      |
| Ori Olimpici (0)     |
| WTA Finals (0)       |
| WTA Elite Trophy (0) |
| Dal 2021             |
| WTA 1000 (0)         |
| WTA 500 (0)          |
| WTA 250 (1)          |

| N. | Data            | Torneo                   | Superficie  | Compagna            | Avversarie in finale        | Punteggio        |
| 1. | 1º ottobre 2022 | Parma Ladies Open, Parma | Terra rossa | Miriam Kolodziejová | Arantxa Rus Tamara Zidanšek | 1-6, 6-3, [10-8] |

#### Sconfitte (1)
| Legenda              |
| -------------------- |
| Grande Slam (0)      |
| Argenti Olimpici (0) |
| WTA Finals (0)       |
| WTA Elite Trophy (0) |
| Dal 2021             |
| WTA 1000 (0)         |
| WTA 500 (0)          |
| WTA 250 (1)          |

| N. | Data           | Torneo                        | Superficie  | Compagna    | Avversarie in finale    | Punteggio |
| 1. | 30 luglio 2023 | Ladies Open Lausanne, Losanna | Terra rossa | Amina Anšba | Anna Bondár Diane Parry | 2-6, 1-6  |

## Circuito WTA 125

### Doppio

#### Vittorie (2)
| N. | Data          | Torneo                            | Superficie  | Compagna        | Avversarie in finale          | Punteggio           |
| 1. | 4 maggio 2024 | Open 35 de Saint-Malo, Saint-Malo | Terra rossa | Amina Anšba     | Estelle Cascino Carole Monnet | 7-6(7), 2-6, [10-5] |
| 2. | 22 marzo 2025 | Megasaray Hotels Open, Adalia     | Terra rossa | Maja Chwalińska | Jesika Malečková Miriam Škoch | 4-6, 6-3, [10-2]    |

#### Sconfitte (3)
| N. | Data           | Torneo                           | Superficie  | Compagna           | Avversarie in finale              | Punteggio        |
| 1. | 16 luglio 2023 | Grand Est Open 88, Contrexéville | Terra rossa | Amina Anšba        | Cristina Bucșa Alëna Fomina-Klotz | 6-4, 3-6, [7-10] |
| 2. | 29 marzo 2025  | Megasaray Hotels Open, Adalia    | Terra rossa | Maja Chwalińska    | María Carlé Simona Waltert        | 6-3, 5-7, [3-10] |
| 3. | 20 aprile 2025 | Oeiras Ladies Open, Oeiras       | Terra rossa | Patricia Maria Țig | Francisca Jorge Matilde Jorge     | 1-6, 2-6         |

## Statistiche ITF

### Singolare

#### Vittorie (3)
| Torneo $100.000 (0) |
| Torneo $80.000 (0)  |
| Torneo $60.000 (0)  |
| Torneo $40.000 (0)  |
| Torneo $25.000 (0)  |
| Torneo $15.000 (3)  |

| N. | Data             | Torneo                                  | Superficie  | Avversaria in finale | Punteggio        |
| 1. | 11 febbraio 2018 | Empire Women's Indoor, Trnava           | Cemento (i) | Sofija Lansere       | 5–7, 6–0, 6–3    |
| 2. | 11 marzo 2018    | Lyttos Beach ITF Pro Circuit, Heraklion | Terra rossa | Anna Bondár          | 6-3, 6-2         |
| 3. | 3 marzo 2019     | Soho Square Egypt, Sharm el-Sheikh      | Cemento     | Šalimar Talbi        | 2–6, 7–6(5), 6–1 |

#### Sconfitte (2)
| Torneo $100.000 (0) |
| Torneo $80.000 (0)  |
| Torneo $60.000 (0)  |
| Torneo $40.000 (0)  |
| Torneo $25.000 (0)  |
| Torneo $15.000 (2)  |

| N. | Data             | Torneo                                  | Superficie  | Avversaria in finale | Punteggio     |
| 1. | 19 novembre 2017 | Lyttos Beach ITF Pro Circuit, Heraklion | Terra rossa | Tayisiya Morderger   | 5-7, 2–6      |
| 2. | 4 marzo 2018     | Lyttos Beach ITF Pro Circuit, Heraklion | Terra rossa | Raluca Șerban        | 3–6, 7–5, 2–6 |

### Doppio

#### Vittorie (19)
| Torneo $100.000 (2) |
| Torneo $80.000 (0)  |
| Torneo $60.000 (5)  |
| Torneo $40.000 (0)  |
| Torneo $25.000 (9)  |
| Torneo $15.000 (3)  |

| N.  | Data              | Torneo                                       | Superficie  | Compagna             | Avversarie in finale                     | Punteggio           |
| 1.  | 16 settembre 2017 | Vista Prague Open, Praga                     | Terra rossa | Johana Marková       | Nadija Kolb Natalie Pröse                | 6-2, 6-2            |
| 2.  | 2 febbraio 2019   | Soho Square Egypt, Sharm el-Sheikh           | Cemento     | Oona Orpana          | Mariana Drazic Malene Helgø              | 6–0, 6-4            |
| 3.  | 14 luglio 2019    | Reinert Open, Versmold                       | Terra rossa | Amina Anšba          | Ankita Raina Bibiane Schoofs             | 0-6, 6-3, [10-8]    |
| 4.  | 20 luglio 2019    | ITS Cup, Olomouc                             | Terra rossa | Johana Marková       | Jesika Malečková Chantal Škamlová        | 6-3, 4-6, [11-9]    |
| 5.  | 27 luglio 2019    | Moscow Open, Mosca                           | Terra rossa | Amina Anšba          | Ilona Kramen' Ekaterina Makarova         | 6-2, 6-4            |
| 6.  | 7 settembre 2019  | Kuchyne Gorenje Prague Open, Praga           | Terra rossa | Johana Marková       | Ekaterina Kazionova Anastasija Komardina | 6-1, 6-3            |
| 7.  | 21 settembre 2019 | Royal Cup NLB Banka, Podgorica               | Terra rossa | Amina Anšba          | Anastasia Kulikova Evgenija Levašova     | 2-6, 6-3, [10-7]    |
| 8.  | 12 ottobre 2019   | Forte Village International Tournament, Pula | Terra rossa | Amina Anšba          | Ylena In-Albon Giorgia Marchetti         | 7-5, 6-1            |
| 9.  | 13 settembre 2020 | Kuchyne Gorenje Prague Open, Praga           | Terra rossa | Johana Marková       | Sofia Sewing Katie Volynets              | 6-2, 6-1            |
| 10. | 19 settembre 2020 | Frýdek Místek Open Cup, Frýdek-Místek        | Terra rossa | Johana Marková       | Miriam Kolodziejová Jesika Malečková     | 6-1, 6-4            |
| 11. | 29 maggio 2021    | Lyttos Beach ITF Pro Circuit, Heraklion      | Terra rossa | Lexie Stevens        | Dar'ja Astachova Elena-Teodora Cadar     | 6–1, 4–6, [10–6]    |
| 12. | 26 giugno 2021    | ITF Open Klosters, Klosters                  | Terra rossa | Amina Anšba          | Jenny Dürst Weronika Falkowska           | 3–6, 6–1, [10–3]    |
| 13. | 22 gennaio 2022   | World Tennis Tour Movistar LG, Manacor       | Cemento     | Jana Sizikova        | Quirine Lemoine Bibiane Schoofs          | 6-2, 6-3            |
| 14. | 23 aprile 2022    | Chiasso Open, Chiasso                        | Terra rossa | Miriam Kolodziejová  | Aliona Bolsova Oksana Selechmet'eva      | 6-3, 1-6, [10-8]    |
| 15. | 30 aprile 2022    | Zagreb Ladies Open, Zagabria                 | Terra rossa | Katarina Zavac'ka    | Lina Ǵorčeska Irina Chromačëva           | 6-4, 6(5)-7, [11-9] |
| 16. | 27 agosto 2022    | Zubr Cup, Přerov                             | Terra rossa | Miriam Kolodziejová  | Funa Kozaki Misaki Matsuda               | 7-6(4), 4-6, [10-5] |
| 17. | 13 maggio 2023    | Empire Tennis Academy Open, Trnava           | Terra rossa | Amina Anšba          | Estelle Cascino Suzan Lamens             | 6-3, 4-6, [10-4]    |
| 18. | 29 giugno 2024    | Macha Lake Open, Staré Splavy                | Terra rossa | Maja Chwalińska      | Feng Shuo Sapfo Sakellaridi              | 6-3, 2-6, [10-6]    |
| 19. | 8 dicembre 2024   | Al Habtoor Tennis Challenge, Dubai           | Cemento     | Anastasija Tichonova | Isabelle Haverlag Elena Pridankina       | 6-3, 6(7)-7, [10-8] |

#### Sconfitte (13)
| Torneo $100.000 (0) |
| Torneo $80.000 (0)  |
| Torneo $60.000 (4)  |
| Torneo $40.000 (0)  |
| Torneo $25.000 (4)  |
| Torneo $15.000 (5)  |

| N.  | Data              | Torneo                                       | Superficie  | Compagna        | Avversarie in finale                        | Punteggio        |
| 1.  | 9 settembre 2017  | Kuchyne Gorenje Prague Open, Praga           | Terra rossa | Johana Marková  | Kristýna Hrabalová Nikola Tomanová          | 1-6, 3-6         |
| 2.  | 18 novembre 2017  | Lyttos Beach ITF Pro Circuit, Heraklion      | Terra rossa | Elina Neplij    | Tayisiya Morderger Yana Morderger           | 2–6, 6(9)-7      |
| 3.  | 10 febbraio 2018  | Empire Women's Indoor, Trnava                | Cemento (i) | Johana Marková  | Paulina Czarnik Daria Kuczer                | 3-6, 5-7         |
| 4.  | 29 settembre 2018 | BTC Cup Brno, Brno                           | Terra rossa | Petra Januskova | Kristýna Hrabalová Nikola Tomanová          | 2-6, 4-6         |
| 5.  | 27 aprile 2019    | Andijan Combined Event, Andijan              | Cemento     | Amina Anšba     | Eudice Chong Tamara Čurović                 | 2-6, 3-6         |
| 6.  | 8 giugno 2019     | Pavlov Cup, Minsk                            | Terra rossa | Amina Anšba     | Martina Colmegna Ulrikke Eikeri             | 6-1, 4-6, [6-10] |
| 7.  | 6 ottobre 2019    | Forte Village International Tournament, Pula | Terra rossa | Amina Anšba     | Eri Hozumi Yuki Naito                       | 4-6, 6(1)-7      |
| 8.  | 15 febbraio 2020  | Empire Women's Indoor, Trnava                | Cemento (i) | Amina Anšba     | Anna Bondár Tereza Mihalíková               | 4-6, 4-6         |
| 9.  | 27 marzo 2021     | MTA Open Series, Adalia                      | Terra rossa | Darja Viďmanová | Sina Herrmann Jang Su-jeong                 | w/o              |
| 10. | 19 giugno 2021    | Macha Lake Open, Staré Splavy                | Terra rossa | Amina Anšba     | Valentini Grammatikopoulou Richèl Hogenkamp | 3-6, 4-6         |
| 11. | 10 luglio 2021    | Amstelveen Women's Open, Amstelveen          | Terra rossa | Amina Anšba     | Suzan Lamens Quirine Lemoine                | 4-6, 3-6         |
| 12. | 11 marzo 2023     | Empire Women's Indoor, Trnava                | Cemento (i) | Amina Anšba     | Alicia Barnett Olivia Nicholls              | 3-6, 3-6         |
| 13. | 30 novembre 2024  | Empire Women's Indoor, Trnava                | Cemento (i) | Aneta Kučmová   | Madeleine Brooks Isabelle Haverlag          | 6(5)-7, 1-6      |